# Böllen
Cet article possède un paronyme, voir Bollen.
Böllen est une commune allemande en Bade-Wurtemberg, située dans le district de Fribourg-en-Brisgau. Elle se trouve au nord-ouest de Schönau im Schwarzwald. Avec 98 habitants, c'est la plus petite commune du Bade-Wurtemberg.

## Géographie
La commune de Böllen se situe dans les hauteurs des Alpes allemandes (à 760 mètres d'altitude environ), dans le Böllenbachtal, une vallée herbeuse au sud-est du Belchen.

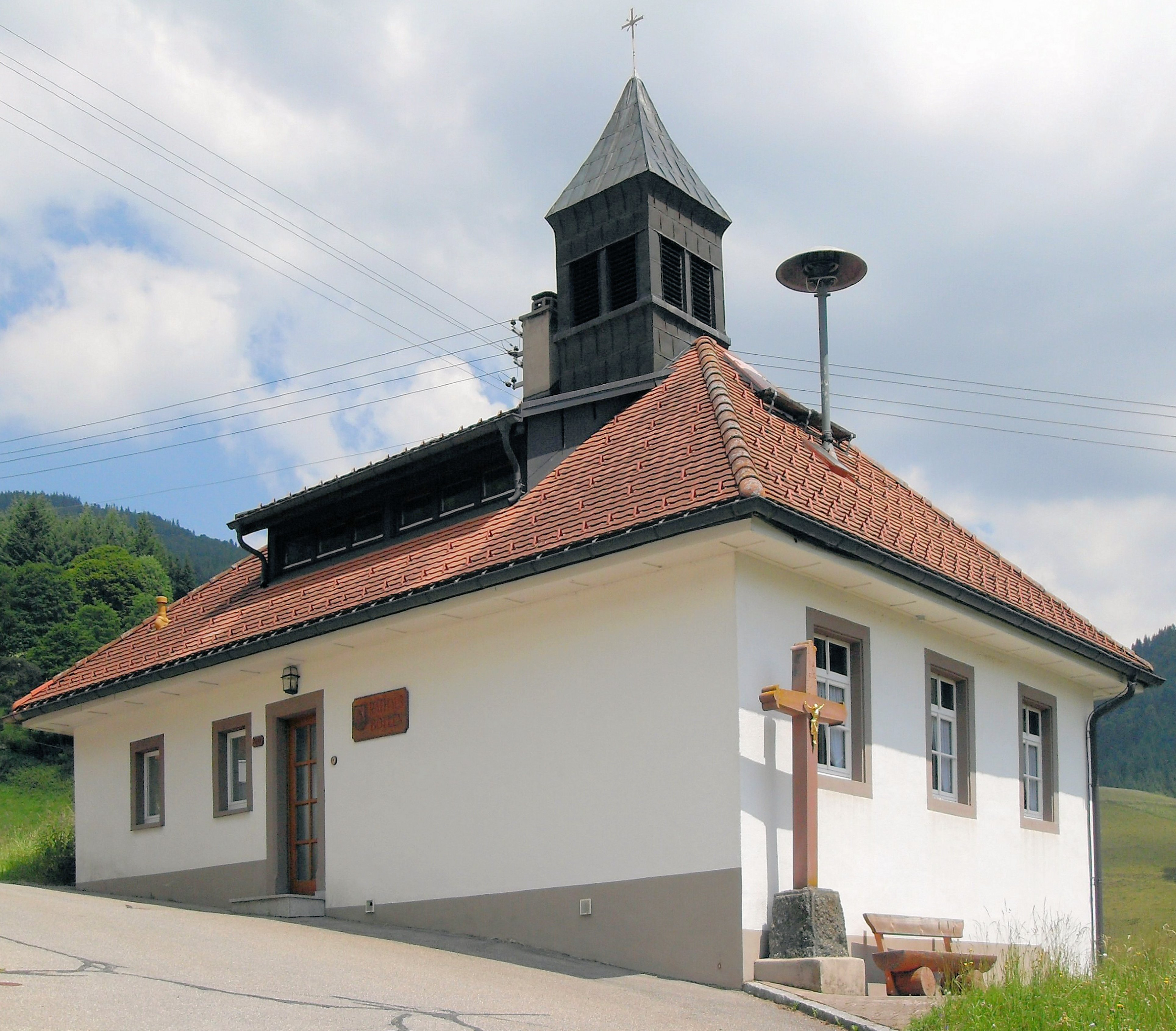
La mairie de Böllen.

La petite ville est principalement entourée de forêts (dans la Forêt-Noire), et a pour plus proches voisines les communes de Schönenberg et de Fröhnd. La commune comprend un domaine forestier, des pointes montagneuses et un village, Oberböllen.

## Sport
Un club de tir à la corde est originaire de Böllen, le Tauziehfreunde Böllen, et qui réussit à se faire remarquer en remportant plusieurs championnats, comme le Vizeweltmeisterschaft en 2002.